# Neoclytus tenuiscriptus
Neoclytus tenuiscriptus là một loài bọ cánh cứng trong họ Cerambycidae.